# Братья разбойники
«Бра́тья разбо́йники» (1822) — поэма А. С. Пушкина, основанная, по словам автора, на реальных событиях. Относится к числу так называемых «южных поэм» Пушкина, куда входят также «Кавказский пленник», «Бахчисарайский фонтан» и «Цыганы».

## Основные сведения
Произведение являлось частью задуманной Пушкиным поэмы «Разбойники», уничтоженной писателем. 11 июня 1823 года он писал А. А. Бестужеву: «Разбойников я сжёг — и поделом. Один отрывок уцелел в руках Николая Раевского…».
Во время своего пребывания в Екатеринославе Пушкин стал свидетелем описанного в поэме побега из-под стражи двух разбойников, или, возможно, о происшествии поэту рассказали на обеде у вице-губернатора Шемиота. Центральные эпизоды поэмы — жизнь разбойничьей шайки, судьба двух братьев, тюрьма, жажда освобождения и побег из тюрьмы.

## Экранизации
«Ярким примером парадоксальной конкуренции в немом кино служит четырёхкратное обращение к поэме Пушкина «Братья-разбойники». Первая экранизация с Иваном Мозжухиным в роли одного из братьев поставлена Василием Гончаровым ещё в 1911 году. И даже не попала в прокат. Быть может, по этой причине и сохранилась до наших дней. Версия Владимира Кривцова вышла 18 сентября 1912 года и быстро канула в Лету».